# Уолли, Артур
А́ртур Уо́лли (англ. Arthur Whalley; 17 февраля 1886 — 23 ноября 1952) — английский футболист, выступавший на позиции хавбека.

## Биография
Родился в 1886 году. В 1908 году перешёл в клуб «Блэкпул». В июне 1909 года перешёл из «Блэкпула» в «Манчестер Юнайтед» за 50 фунтов, проведя за клуб лишь 5 матчей. Главный тренер «Манчестера» Эрнест Мангнэлл приобрёл Уолли для подмены кого-то из основной линии хавбеков: Чарли Робертса, Дика Дакуэрта и Алекса Белла.
Дебютировал за «Юнайтед» 27 декабря 1909 года в матче Первого дивизиона против «Шеффилд Уэнсдей». Всего в сезоне 1909/10 Артур провёл только 9 матчей. В следующем сезоне 1910/11 Уолли сыграл за клуб уже 15 матчей и помог «Манчестер Юнайтед» стать чемпионом Англии.

### Участие в скандале с договорным матчем
В сезоне 1914/15 «Манчестер Юнайтед» занял в чемпионате 18-е место, на одно очко опередив лондонский «Челси». 2 апреля 1915 года «Манчестер Юнайтед» сыграл с «Ливерпулем» на стадионе «Олд Траффорд», матч завершился победой «Юнайтед» со счётом 2:0. При этом, как отмечали обозреватели, футболисты «Ливерпуля» откровенно «сдали» матч — даже после назначения пенальти в ворота «Юнайтед» футболист «Ливерпуля» Джеки Шелдон пробил мимо. После матча букмекеры сообщили о получении большого количества ставок на победу «Манчестер Юнайтед» со счётом 2:0 и выразили подозрение, что матч был договорным. Это спровоцировало британский футбольный скандал: Футбольная ассоциация Англии провела своё расследование и установила, что игроки «Манчестер Юнайтед» и «Ливерпуля» договорились о том, что «Ливерпуль» должен проиграть со счётом 2:0. Обвинение в организации договорного матча получили трое игроков «Манчестер Юнайтед»: Сэнди Тернбулл, Инок Уэст и Артур Уолли, а также четыре игрока «Ливерпуля». 27 декабря 1915 года все семеро игроков были пожизненно дисквалифицированы Футбольной ассоциацией, в том числе и Артур Уолли, который не принимал участие в том матче, но был признан виновным в сговоре. Вину возложили только на игроков, клубы были признаны непричастными к сговору и не подверглись санкциям.

### Участие в Первой мировой войне
Футбольная ассоциация Англии объявила, что пожизненная дисквалификация футболистов может быть отменена, если они вступят в ряды Британской армии и примут участие в боевых действиях в войне. Артур Уолли служил в полку графства Мидлсекс. В 1917 году получил звание сержанта. Был серьёзно ранен в битве при Пашендейле, после чего был демобилизован.

### После войны
После окончания войны с Артура Уолли была снята его дисквалификация. Одноклубник Артура, Сэнди Тернбулл, погиб в войне — с него сняли дисквалификацию посмертно. Уолли восстановился после полученных ранений и в сезоне 1919/20 провёл за «Юнайтед» 25 матчей.
В 1920 году Уолли был продан в клуб «Саутенд Юнайтед» за 1000 фунтов. Впоследствии играл за клубы «Чарльтон Атлетик» и «Миллуолл». Завершил карьеру игрока в 1926 году. Впоследствии работал букмекером.
Умер 23 ноября 1952 года в Манчестере в возрасте 66 лет.

## Достижения
Манчестер Юнайтед
- Чемпион Первого дивизиона: 1910/11

## Статистика выступлений
| Клуб              | Сезон            | Лига | Лига | Кубок Англии | Кубок Англии | Итого | Итого |
| Клуб              | Сезон            | Игры | Голы | Игры         | Голы         | Игры  | Голы  |
| ----------------- | ---------------- | ---- | ---- | ------------ | ------------ | ----- | ----- |
| Блэкпул           | 1908/09          | 5    | 2    | 1            | 1            | 6     | 3     |
| Блэкпул           | Итого            | 5    | 2    | 1            | 1            | 6     | 3     |
| Манчестер Юнайтед | 1909/10          | 9    | 0    | 0            | 0            | 9     | 0     |
| Манчестер Юнайтед | 1910/11          | 15   | 0    | 0            | 0            | 15    | 0     |
| Манчестер Юнайтед | 1911/12          | 5    | 1    | 6            | 0            | 6     | 1     |
| Манчестер Юнайтед | 1912/13          | 26   | 4    | 5            | 0            | 31    | 4     |
| Манчестер Юнайтед | 1913/14          | 18   | 2    | 1            | 0            | 19    | 2     |
| Манчестер Юнайтед | 1914/15          | 1    | 0    | 0            | 0            | 1     | 0     |
| Манчестер Юнайтед | 1919/20          | 23   | 0    | 2            | 0            | 25    | 0     |
| Манчестер Юнайтед | Итого            | 97   | 6    | 9            | 0            | 106   | 6     |
| Саутенд Юнайтед   | 1920/21          | 30   | 5    | 4            | 1            | 34    | 6     |
| Саутенд Юнайтед   | Итого            | 30   | 5    | 4            | 1            | 34    | 6     |
| Чарльтон Атлетик  | 1921/22          | 38   | 4    | 0            | 0            | 38    | 4     |
| Чарльтон Атлетик  | 1922/23          | 28   | 1    | 6            | 1            | 34    | 2     |
| Чарльтон Атлетик  | 1923/24          | 22   | 3    | 4            | 0            | 26    | 3     |
| Чарльтон Атлетик  | Итого            | 88   | 8    | 10           | 1            | 98    | 9     |
| Миллуолл          | 1924/25          | 8    | 0    | 0            | 0            | 8     | 0     |
| Миллуолл          | Итого            | 8    | 0    | 0            | 0            | 8     | 0     |
| Барроу            | 1926/27          | 1    | 0    | 0            | 0            | 1     | 0     |
| Барроу            | Итого            | 1    | 0    | 0            | 0            | 1     | 0     |
| Всего за карьеру  | Всего за карьеру | 229  | 21   | 24           | 3            | 253   | 24    |